# The Interpreter (My Soliloquy)
The Interpreter è l'album di debutto del gruppo musicale britannico My Soliloquy, pubblicato nel 2013 dalla Sensory Records.

## Tracce
1. Ascension Pending – 5:47
2. Flash Point – 6:22
3. Corrosive De-Emphasis – 7:05
4. Fractured – 5:18
5. Six Seconds Grace – 7:24
6. Dream in Extremis – 7:14
7. Inner Circles – 7:00
8. Stars – 6:00

## Formazione
- Pete Morten – voce, chitarra, tastiere, basso
- Damon Roots – batteria, percussioni